# Christian Gottlieb Bussius
Christian Gottlieb Bussius, auch Bußius und Christian Gottlob Busse († 2. Dezember 1734), war ein frühneuzeitlicher deutscher Unternehmer und kursächsischer Oberfloßkommissar. Er war Hammerherr in Schönheide.

## Leben und Werk
Bussius heiratete 1697 die Tochter des Hammerherrn Friedrich Siegel in Schönheide und kaufte am 3. Februar 1708 von den Miterben Friedrich Schlegels dessen hinterlassenen Schönheiderhammer. Zuvor hatte Bussius bereits die Hammerwerke in Jöhstadt und Dittmannsdorf in Pacht und verfügte dadurch bereits über praktische Erfahrungen in deren Bewirtschaftung. Der Pfarrer von Einsiedel, Johann Michael Reinhold, widmete Bussius am 27. Februar 1708 eine in Druck erschienene Glückwunsch-Schrift zur Besitzübernahme des Hammerwerks Schönheide.
Nach dem Tod seiner Frau heiratete er 1722 die Tochter des Stadtrichters in Freiberg.
1733 erfolgte in Dresden seine Ernennung zum königlich-polnischen und kurfürstlich-sächsischen Oberfloßkommissar.